# Роста (Торино)
Роста (итал. Rosta) је насеље у Италији у округу Торино, региону Пијемонт.
Према процени из 2011. у насељу је живело 4391 становника. Насеље се налази на надморској висини од 404 м.

## Становништво
Према резултатима пописа становништва 2011. у општини је живело 4.621 становника.
| 1931. | 1936. | 1951. | 1961. | 1971. | 1981. | 1991. | 2001. | 2011. |
| ----- | ----- | ----- | ----- | ----- | ----- | ----- | ----- | ----- |
| 799   | 765   | 941   | 916   | 1.606 | 3.180 | 3.630 | 3.626 | 4.621 |

## Партнерски градови
- Бојњице